# Zealachertus nothofagi
Zealachertus nothofagi är en stekelart som beskrevs av Boucek 1978. Zealachertus nothofagi ingår i släktet Zealachertus och familjen finglanssteklar. Inga underarter finns listade i Catalogue of Life.